# Comices calates
Les comices calates, en latin comitia calata, étaient une formation spéciale des comices curiates.
Contrairement aux comices constitutionnels, ces comices ne votaient pas, et étaient présidés par un pontife (le grand pontife ou le rex sacrorum), et non pas par un magistrat (un consul ou un préteur).
Ils avaient pour fonction d'assurer la publicité d'un certain type d'acte, tels que le testament comitial (testament calatis comitis, présenté par un citoyen s'il n'avait pas d'héritier, ou si cet héritier avait démérité) ou l'annonce du calendrier des fêtes religieuses.
Le peuple assemblé en comices jouait donc le rôle de témoin, ou encore, dans le cas du testament, de « quirites garants de l'authenticité de la déclaration solennelle par lequel le testateur choisissait un successeur investi de mise en œuvre de son immortalité ».
Ces comices se réunissaient deux fois dans l'année les 24 mars et 24 mai en présence du collège des pontifes. Dans le calendrier romain, ces deux jours fastes étaient signalés par la mention Q. R. C. F. (Quando Rex Comitiavit Fas, par allusion à la présidence de ces comices par le Rex Sacrorum,).